# Вербівка (Гайсинський район)
Вербівка (кол. Тодорівка) — селище в Україні, у Дашівській селищній громаді Гайсинського району Вінницької області. Розташоване на обох берегах річки Білка (притока Собу) за 38 км на південний схід від міста Іллінці. Населення становить 415 осіб (станом на 1 січня 2018 р.).

## Історія
1864 року за описом Лаврентія Похилевича у селі Тодорівка мешкало 558 селян. Дерев'яна Хресто-Воздвиженська церква була побудована 1768 року, володіла 37 десятинами землі.
Станом на 1885 рік у колишньому власницькому селі Китайгородської волості Липовецького повіту Київської губернії мешкало 523 особи, налічувалось 74 дворових господарства, існували православна церква та постоялий будинок.
За переписом 1897 року кількість мешканців зросла до 781 особи (380 чоловічої статі та 401 — жіночої), з яких 776 — православної віри.
7 (20) листопада 1917 року, відповідно до Третього Універсалу Української Центральної Ради, увійшло до складу Української Народної Республіки.
7 червня 1946 р. село Тодорівка Дашівського району отримало назву «Вербівка» і Тодорівську сільську раду названо Вербівською.
12 червня 2020 року, відповідно розпорядження Кабінету Міністрів України № 707-р «Про визначення адміністративних центрів та затвердження територій територіальних громад Вінницької області», село увійшло до складу Дашівської міської громади.
19 липня 2020 року, в результаті адміністративно-територіальної реформи і ліквідації Іллінецького району, село увійшло до складу Гайсинського району.

## Населення

### Мова
Розподіл населення за рідною мовою за даними перепису 2001 року:
| Мова       | Кількість | Відсоток |
| ---------- | --------- | -------- |
| українська | 532       | 98.88%   |
| російська  | 5         | 0.93%    |
| румунська  | 1         | 0.19%    |
| Усього     | 538       | 100%     |

## Відомі люди
- Таранюк Євген Митрофанович — український письменник.

## Галерея

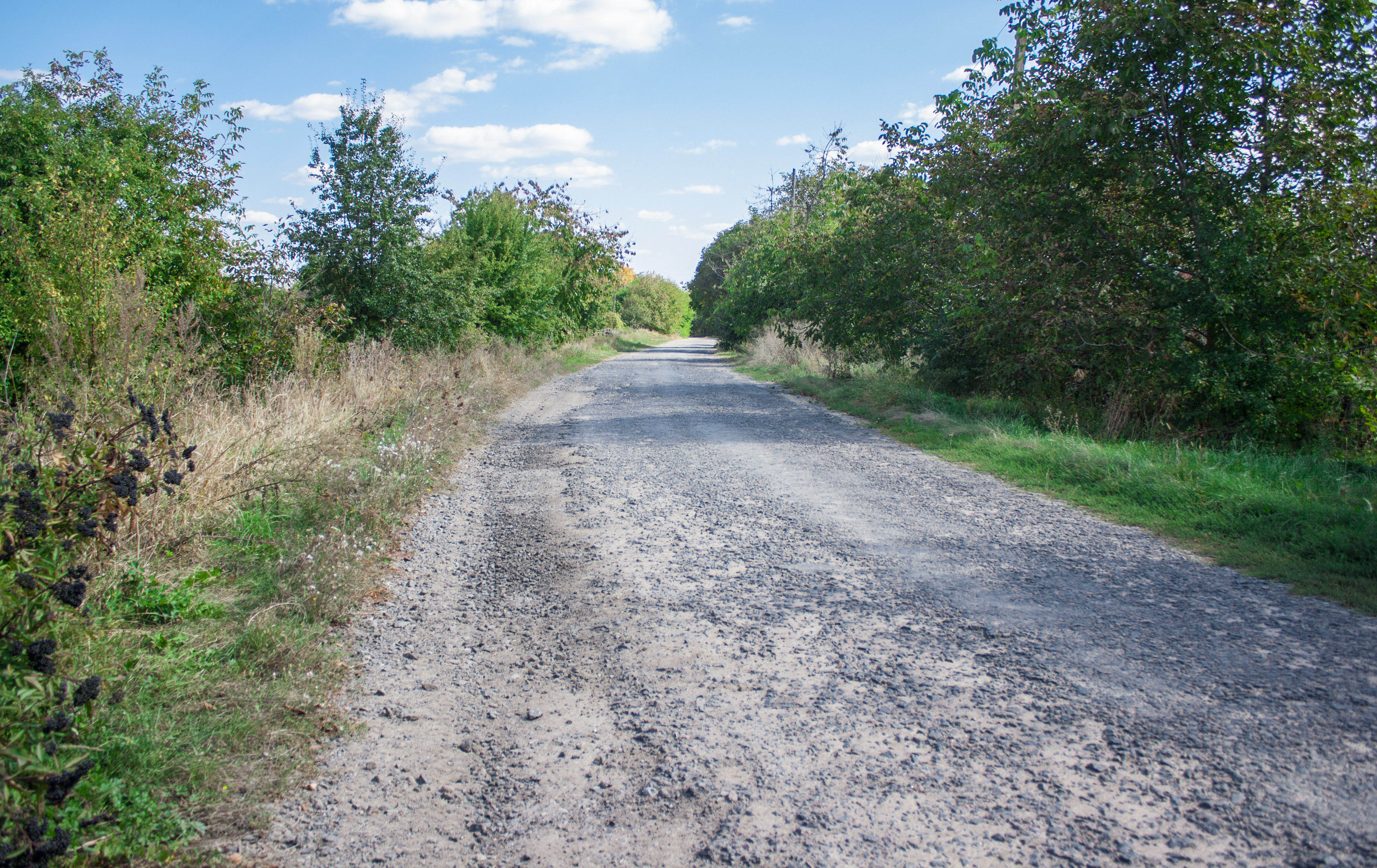
В'їзд у село
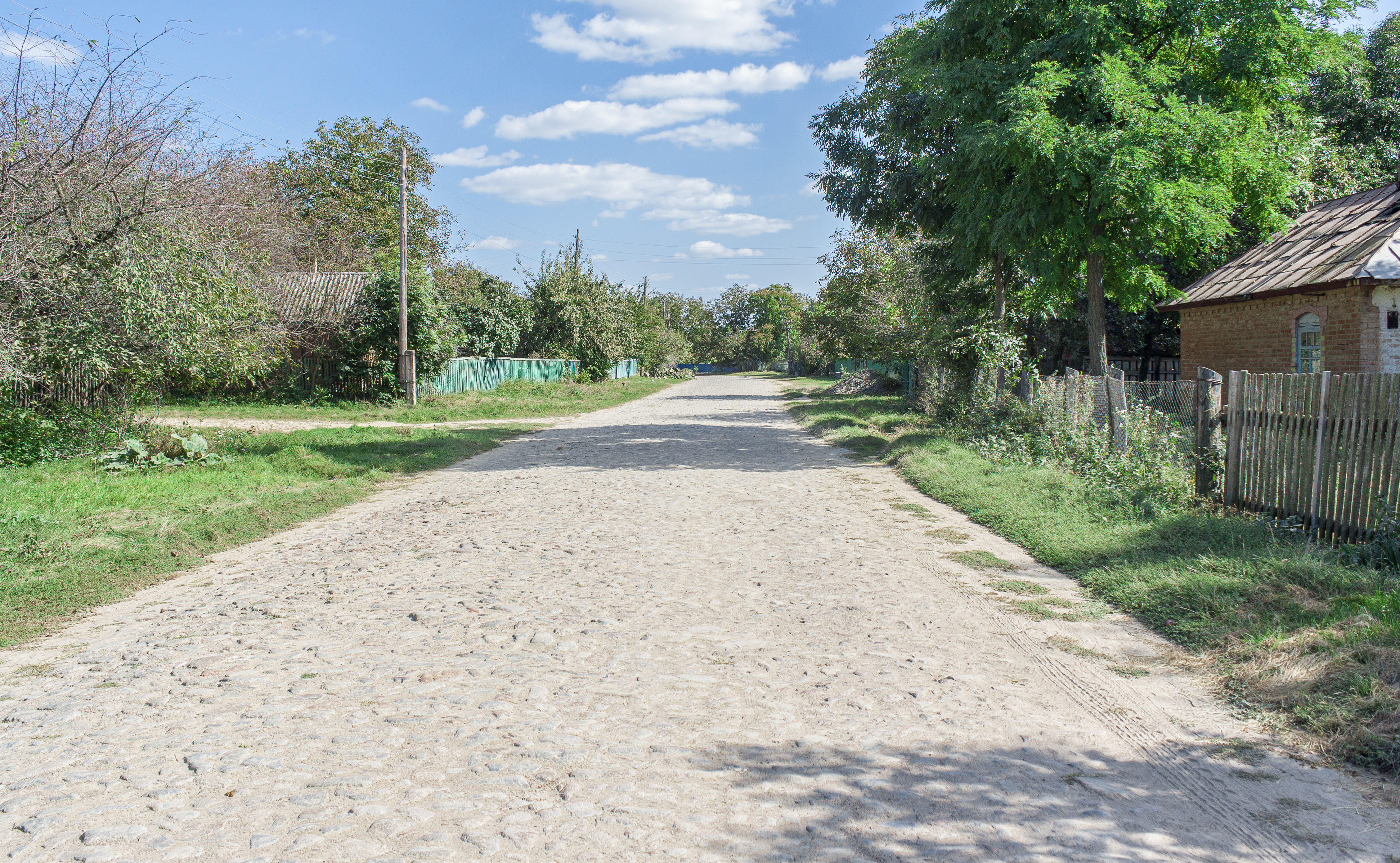
Вулиця Центральна
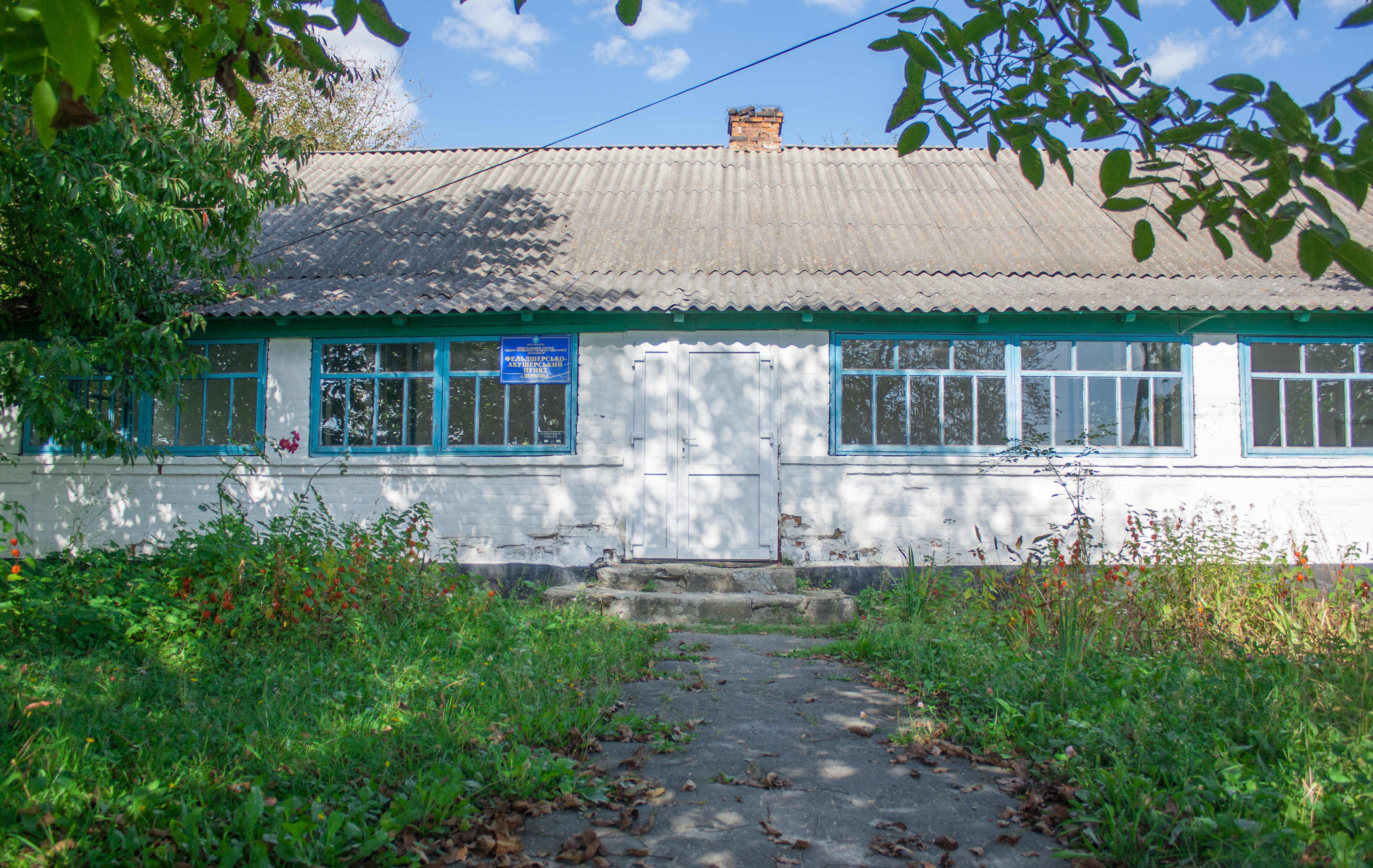
ФАП
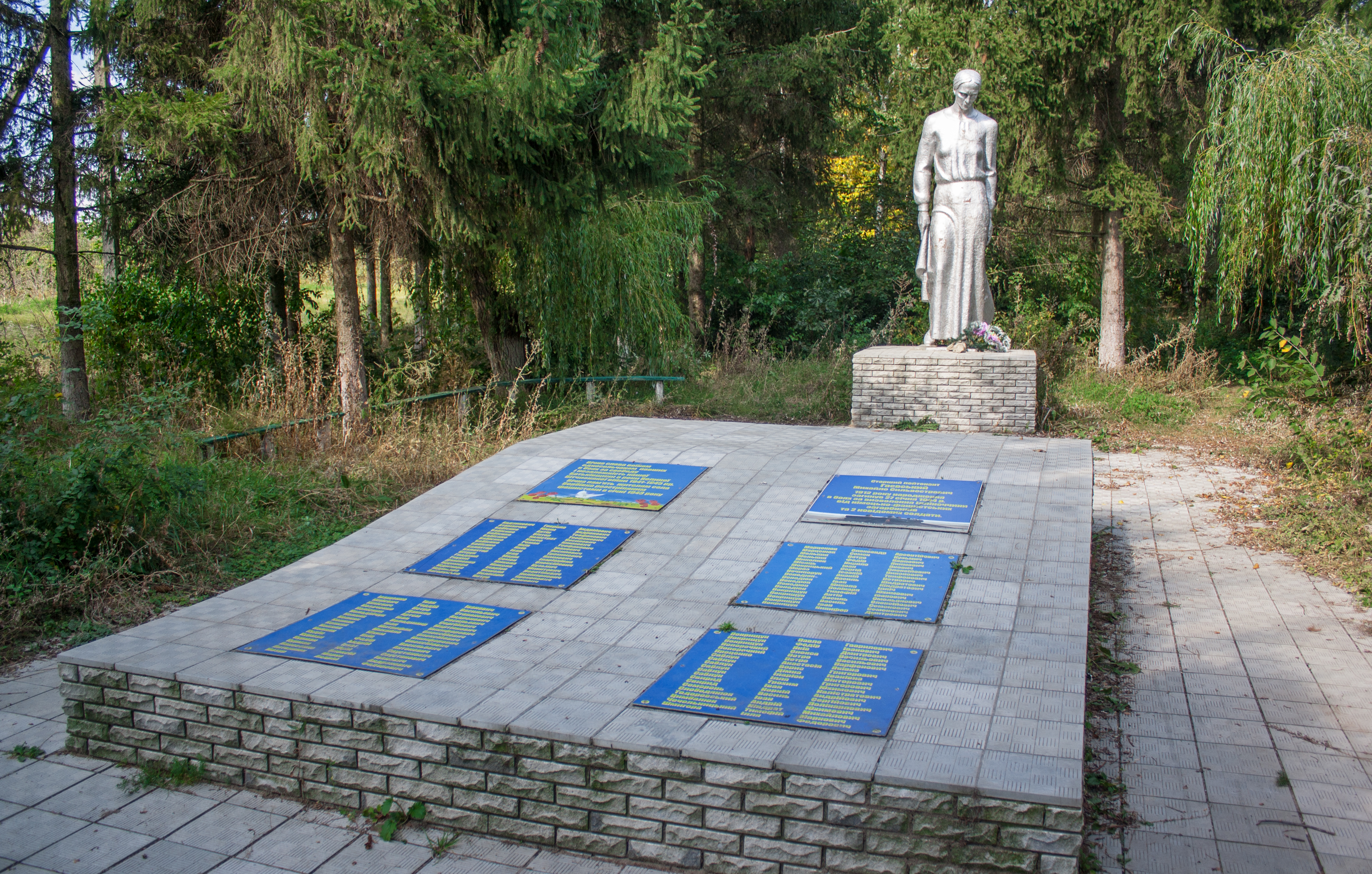
Пам'ятник воїнам-односельчанам
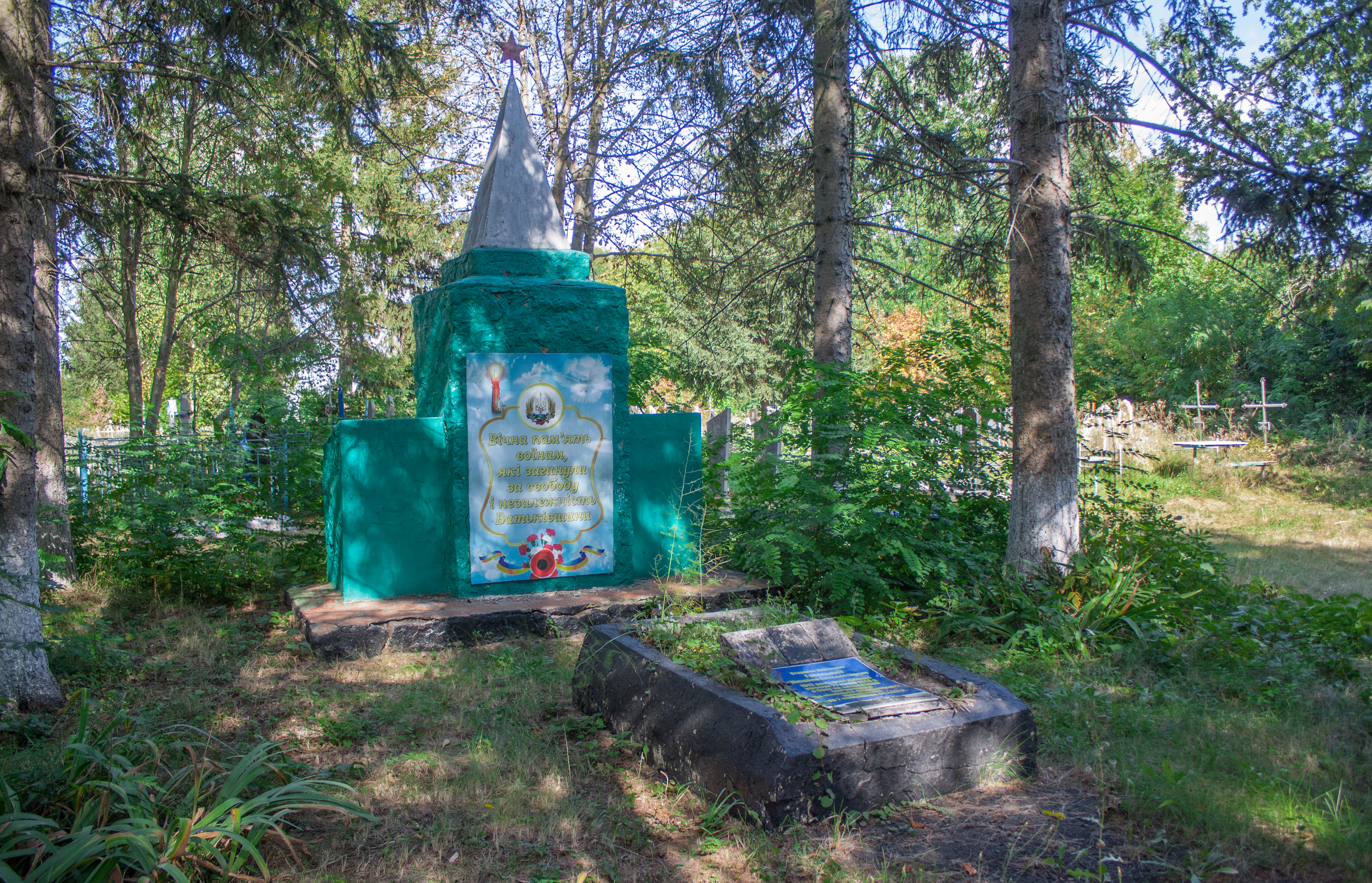
Братська могила радянських воїнів
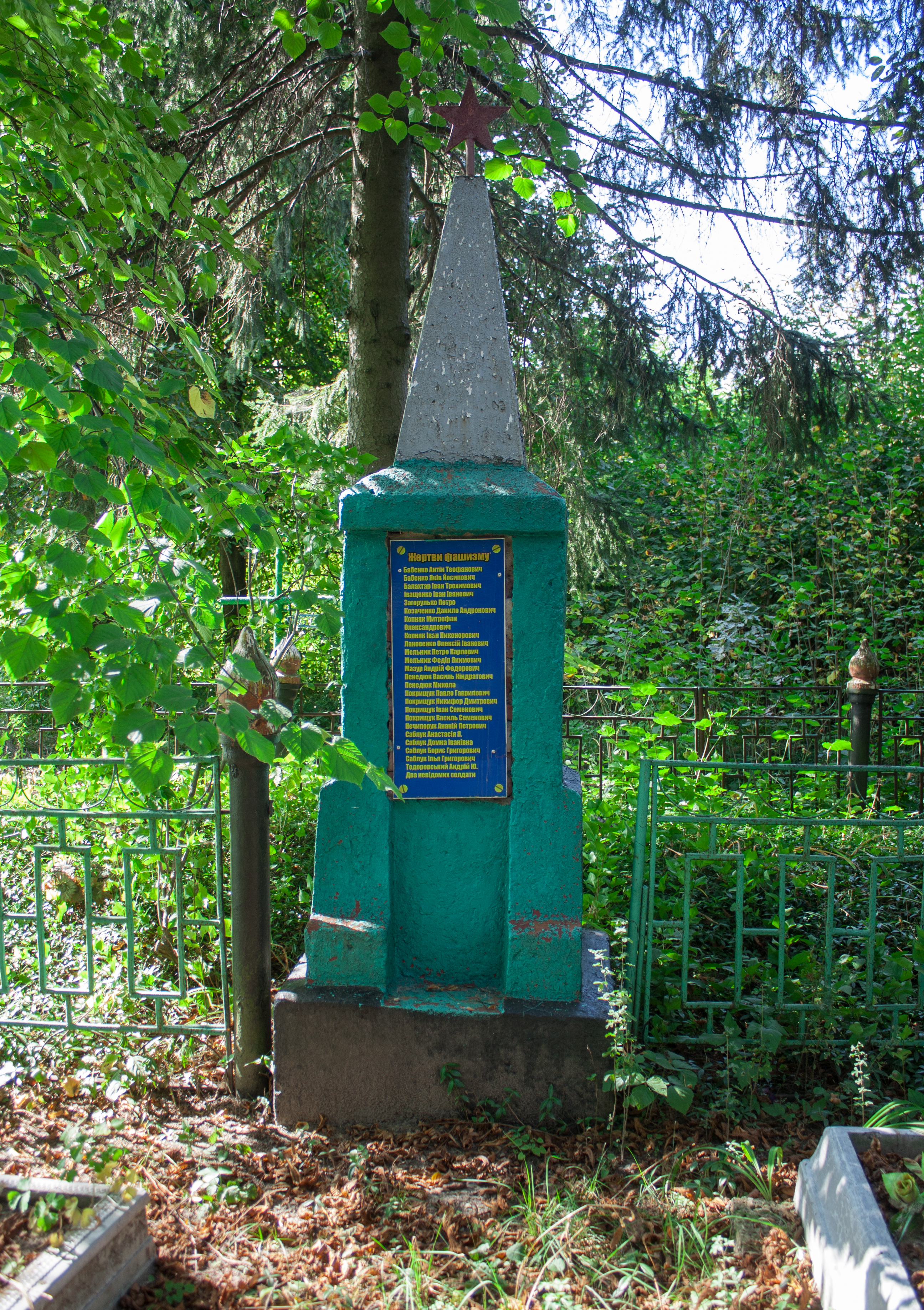
Братська могила мирних жителів